# ぺそら漬け
ぺそら漬け（ぺそらづけ）とは、野菜のナスを漬けた漬物である。

## 概要
ナスを水に付けて色を抜いた後に、塩と唐辛子でナスを本漬けしたものである。山形県の北村山地域の名産として知られ、発祥は北村山郡大石田町とされる。何回もナスを漬け替えるところから"まめ漬"とも呼ばれる。

## 歴史
ぺそら漬けの誕生の由来はいくつか存在する。
1. 大石田に住んでいた嫁がナスをすぐ漬けずに桶の水の中に放り込み、数日後に見るとナスが脱色して白っぽくなっていた。脱色したナスを唐辛子と塩で漬けたことから誕生した。
2. 夏の漬物の材料はナスしかなく、普通の漬け方では保存することがきでず、唐辛子と塩を使って船中食とし、それが広まった。
3. 舟運の舟に積んだナスが、大石田町を流れる最上川の水を被って色落ちしてできた。
4. 最上川が氾濫し、水を被った結果ナスの色が抜けてしまった。そのナスを処分するのはもったいないとのことから、唐辛子などを入れて漬けた。

ぺそら漬けの名前の由来は、食感がぺちょらっとしていたところからとされる。"ぺそら"の言葉の意味としては、味も素気もない食物や人のことを差し、水がしみ込むこと、柔らかくなることも総称してぺそらと言われる。